# 瓦勒德维涅
瓦勒德维涅（法語：Val des Vignes，法語發音：[val de viɲ]）是法国夏朗德省的一个市镇，位于该省中南部，属于干邑区和4B-南夏朗德市镇公共社区。

## 地名
“瓦勒德维涅”（Val des Vignes）一名在法语中意为“葡萄园之谷”或“葡萄藤之谷”。
缩合冠词“des”发音为[de]，在《法汉译音表》中对应“代”字，但其仅在“圣莫代福塞”（Saint-Maur-des-Fossés）等少数地名中译作“代”，《世界地名翻译大辞典》、《世界地名译名词典》和《法国地图册》等主流地名译名类书籍资料中多译作“德”。

## 历史
瓦勒德维涅成立于2016年1月1日，由以下4个市镇合并而成：
- 欧布维尔（Aubeville）
- 瑞里尼亚克（Jurignac）
- 曼丰
- 佩勒伊（Péreuil）

其中瑞里尼亚克为政府驻地。

## 地理
瓦勒德维涅（45°32'4"N, 0°2'12"W）面积50.66 平方千米，位于法国新阿基坦大区夏朗德省，该省份为法国西部内陆省份，北起德塞夫勒省和维埃纳省，东临上维埃纳省，东南至多尔多涅省，南至多爾多涅省，西接滨海夏朗德省。
与瓦勒德维涅接壤的市镇（或旧市镇、城区）包括：比拉克、埃特里亚克、拉迪维尔、鲁莱-圣埃斯泰夫、克莱、昂日迪克、科托迪布朗扎凯、圣奥莱拉沙佩尔、贝勒维涅、香槟维尼、圣博内。
瓦勒德维涅的时区为UTC+01:00、UTC+02:00（夏令时）。

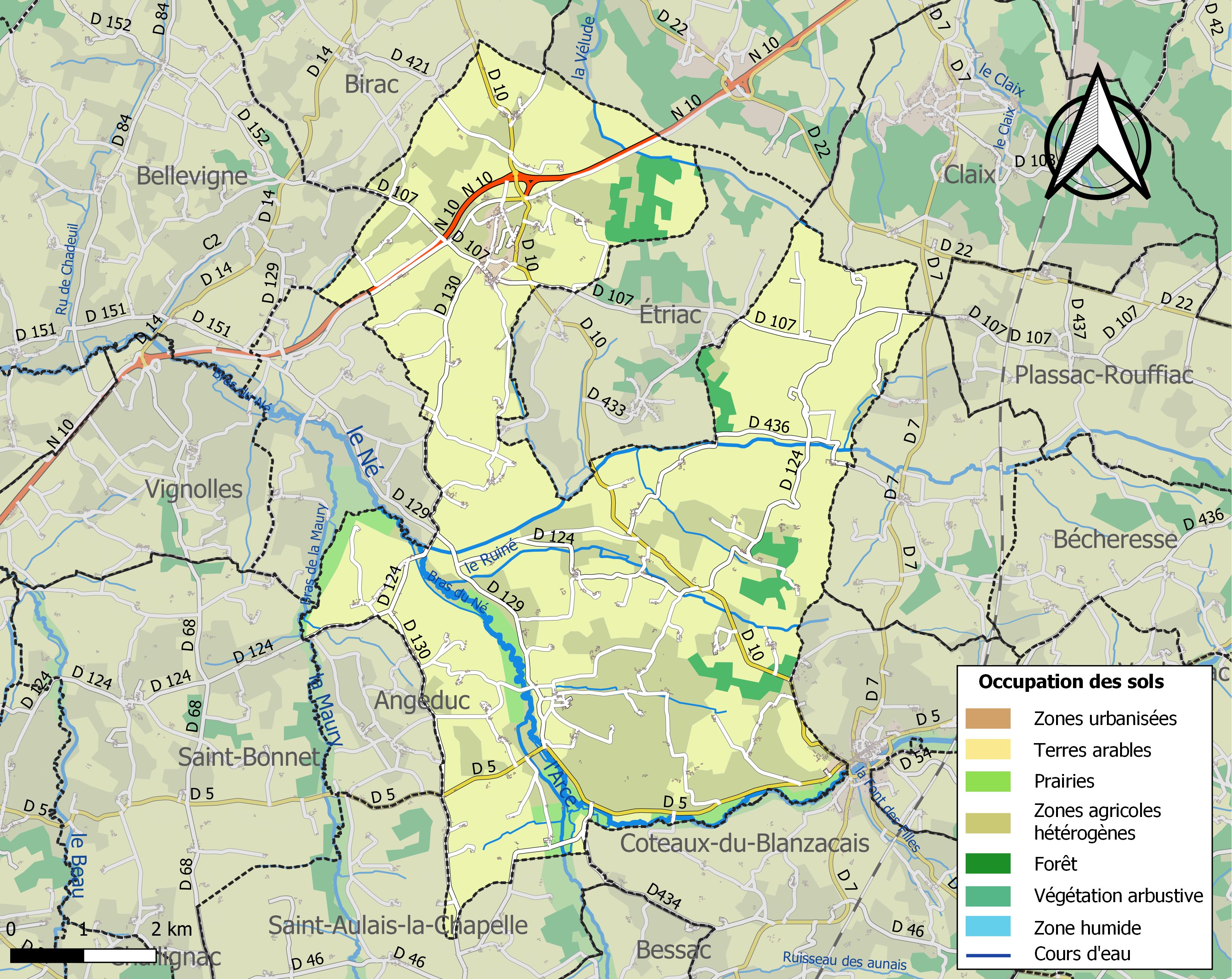
瓦勒德维涅的OSM定位图

## 行政
瓦勒德维涅的邮政编码为16250，INSEE市镇编码为16175。

## 政治
瓦勒德维涅所属的省级选区为夏朗德南县。

## 人口
瓦勒德维涅于2022年1月1日时的人口数量为1358人。